# Jorge Núñez
Jorge Núñez (22 de gener de 1978) és un futbolista paraguaià.

## Selecció del Paraguai
Va formar part de l'equip paraguaià a la Copa del Món de 2006.